# 红色旋风
红色旋风（英語：Red Tornado）是一名DC漫画宇宙中的虚构超级英雄。该角色最初亮相于《美国正义联盟》#64（1968年8月），由加德纳·福克斯和迪克·迪林创作。
原本莫若博士（T.O. Morrow）创造为了打入正义联盟内部破坏的机器人，但因为阴谋被挫败就改邪归正，然后加入正义联盟并自己取名约翰·史密斯（John Smith）。

## 其他媒體

### 電視
- 《正義聯盟無限版》：由鮑爾斯·布思配音。
- 《蝙蝠俠智勇悍將》：由柯瑞·波頓配音。
- 《少年正義聯盟》：由傑夫·班奈特配音。
- 《DC超級英雄少女》：由莫里斯·拉馬奇配音。
- 綠箭宇宙
  - 《女超人》：由伊多·戈德堡飾演地球38的紅色龍捲風。
  - 2017年綠箭宇宙交叉集《地球X的危機（英语：Crisis on Earth-X）》的第三集（為《閃電俠》集數）及第四集（為《明日傳奇》集數），地球X的紅色龍捲風以動畫特效登場。
  - 《射線》：動畫影集，地球X的紅色龍捲風同由伊多·戈德堡配音。

### 電影
- 《正義聯盟：兩面夾擊》
- 《電影少年悍將GO！》

### 電子遊戲
- 《蝙蝠俠智勇悍將：電子遊戲》：由柯瑞·波頓配音。
- 《DC 宇宙 Online》
- 《少年正義聯盟：遺產》：由傑夫·班奈特配音。
- 《樂高蝙蝠俠3：飛越高譚市》：由利亞姆·奧布萊恩配音。

## 外部連結
- DCcomics.com's Origin on Red Tornado （页面存档备份，存于）
- DCDP: Red Tornado （页面存档备份，存于）
- The Unofficial Red Tornado Chronology
- Red Tornado (1968)Archive.today的存檔，存档日期2024-05-28 at Don Markstein's Toonopedia.